# Sébrazac
Sébrazac é uma comuna francesa na região administrativa de Occitânia, no departamento de Aveyron. Estende-se por uma área de 25,04 km². Em 2010 a comuna tinha 525 habitantes (densidade: 21 hab./km²).